# Titiek Puspa
Titiek Puspa, właśc. Sumarti (ur. 1 listopada 1937 w Tanjung, zm. 10 kwietnia 2025 w Dżakarcie) – indonezyjska piosenkarka i aktorka.
Lokalne wydanie magazynu „Rolling Stone” umieściło dwa spośród jej utworów w zestawieniu 150 indonezyjskich utworów wszech czasów („Kupu-Kupu Malam” na pozycji 32. oraz „Bing” na pozycji 41.).

## Dyskografia (wybór)
- 1963: Kisah Hidup
- 1964: Mama
- 1973: Bing
- 1977: Kupu-Kupu Malam
- 1982: Apanya Dong
- 1983: Horas Kasih
- 1997: Virus Cinta

## Filmografia (wybór)
- 1965: Minah Gadis Dusun
- 1976: Di Balik Cahaya Gemerlapan
- 1976: Inem Pelayan Sexy
- 1977: Karminem
- 1980: Rojali dan Juhela
- 1982: Koboi Sutra Ungu